# 山北渓人
山北 渓人（やまきた けいと、1996年8月4日 - ）は、日本の男性総合格闘家。リバーサルジム新宿Me,We所属。第3代ストロー級キング・オブ・パンクラシスト。

## 来歴
三重県いなべ市出身。保育園時代からPRIDEを見始め、小学4年生からキッズレスリングのクラブに通う。通っていたクラブの経営者が三重県立いなべ総合学園高等学校のレスリング部を指導していたことから、同校に進学、卒業後は専修大学で4年間レスリングを続けた。大学卒業後は飲食系の企業に勤めながらMMAに参戦していたが、練習時間を確保するため退職し、トイカツ道場のインストラクターとなった。

## 戦績

### 総合格闘技
| 総合格闘技 戦績 | 総合格闘技 戦績 | 総合格闘技 戦績 | 総合格闘技 戦績 | 総合格闘技 戦績 | 総合格闘技 戦績 | 総合格闘技 戦績 |
| --------------- | --------------- | --------------- | --------------- | --------------- | --------------- | --------------- |
| 12 試合         | (T)KO           | 一本            | 判定            | その他          | 引き分け        | 無効試合        |
| 11 勝           | 1               | 3               | 7               | 0               | 0               | 0               |
| 1 敗            | 0               | 0               | 1               | 0               | 0               | 0               |

| 勝敗 | 対戦相手           | 試合結果                   | 大会名                                                             | 開催年月日     |
| ○    | リト・アディワン   | 5分3R終了 判定3-0          | ONE Fight Night 28                                                 | 2025年2月8日   |
| ○    | 猿田洋祐           | 5分3R終了 判定2-1          | ONE Fight Night 24                                                 | 2024年8月3日   |
| ○    | ジェレミー・ミアド | 1R 4:04 ブルドッグチョーク | ONE 166: Qatar                                                     | 2024年3月1日   |
| ×    | ボカン・マスンヤネ | 5分3R終了 判定0-3          | ONE 165: Superlek vs. Takeru                                       | 2024年1月28日  |
| ○    | アレックス・シウバ | 5分3R終了 判定3-0          | ONE Fight Night 8: Bhullar vs. Malykhin                            | 2023年3月25日  |
| ○    | 北方大地           | 5分5R終了 判定3-0          | PANCRASE 328 【ストロー級キング・オブ・パンクラス タイトルマッチ】 | 2022年7月18日  |
| ○    | 野田遼介           | 5分3R終了 判定3-0          | PANCRASE 324                                                       | 2021年10月17日 |
| ○    | 尾崎龍紀           | 1R 4:54 腕ひしぎ十字固め   | PANCRASE 322                                                       | 2021年6月27日  |
| ○    | 安芸柊斗           | 2R 2:21 TKO（パウンド）    | Road to ONE: 4th Young Guns                                        | 2021年2月22日  |
| ○    | 谷村泰嘉           | 5分3R終了 判定3-0          | PANCRASE 320 【ネオブラット･トーナメント･ストロー級 決勝】         | 2020年12月13日 |
| ○    | 大塚智貴           | 5分3R終了 判定3-0          | PANCRASE 319                                                       | 2020年10月25日 |
| ○    | 大城正也           | 1R 4:51 アームロック       | PANCRASE 312 【ネオブラット･トーナメント･ストロー級１回戦】        | 2020年2月16日  |

## 獲得タイトル
- パンクラス 第26回ネオブラッド・トーナメント ストロー級 優勝（2020年）
- 第3代ストロー級キング・オブ・パンクラス王座（2022年）